# Доњи Масларац
Доњи Масларац је насељено место у општини Соколовац, Копривничко-крижевачка жупанија, Хрватска.

## Историја
До територијалне реорганизације у Хрватској био је у саставу старе општине Копривница.

## Становништво
У попису становништва из 2011. године, Доњи Масларац је имао 74 становника.
| Број становника према пописима | Број становника према пописима | Број становника према пописима | Број становника према пописима | Број становника према пописима | Број становника према пописима | Број становника према пописима | Број становника према пописима | Број становника према пописима | Број становника према пописима | Број становника према пописима | Број становника према пописима | Број становника према пописима | Број становника према пописима | Број становника према пописима | Број становника према пописима |
| ------------------------------ | ------------------------------ | ------------------------------ | ------------------------------ | ------------------------------ | ------------------------------ | ------------------------------ | ------------------------------ | ------------------------------ | ------------------------------ | ------------------------------ | ------------------------------ | ------------------------------ | ------------------------------ | ------------------------------ | ------------------------------ |
| 1857                           | 1869                           | 1880                           | 1890                           | 1900                           | 1910                           | 1921                           | 1931                           | 1948                           | 1953                           | 1961                           | 1971                           | 1981                           | 1991                           | 2001                           | 2011                           |
| 172                            | 181                            | 115                            | 131                            | 156                            | 175                            | 172                            | 186                            | 164                            | 158                            | 159                            | 136                            | 116                            | 102                            | 83                             | 74                             |

Напомена: Насеља Доњи Масларац и Горњи Масларац се исказују од 1869. Године 1857. исказивано насеље под називом Масларац. Садржи податке за то некадашње насеље 1857, а за оба насеља 1869. До 1981. исказивано под именом Доњи Масларец.